# Australië op de Paralympische Zomerspelen 2020
Australië was een van de landen die deelnam aan de Paralympische Zomerspelen 2020 in Tokio, Japan.

## Medailleoverzicht
| Sport          | Paralympiër         | Onderdeel                             | Medaille |
| -------------- | ------------------- | ------------------------------------- | -------- |
| Atletiek       | Vanessa Low         | Verspringen, T63 (v)                  | Goud     |
| Atletiek       | Madison de Rozario  | 800 m, T53 (v)                        | Goud     |
| Atletiek       | Madison de Rozario  | Marathon, T54 (v)                     | Goud     |
| Atletiek       | James Turner        | 400 m, T36 (v)                        | Goud     |
| Baanwielrennen | Paige Greco         | Individuele achtervolging, C1-3 (v)   | Goud     |
| Baanwielrennen | Emily Petricola     | Individuele achtervolging, C4 (v)     | Goud     |
| Baanwielrennen | Amanda Reid         | 500 m, tijdrit C1-3 (v)               | Goud     |
| Kanovaren      | Curtis McGrath      | Kayak, KL2 (m)                        | Goud     |
| Kanovaren      | Curtis McGrath      | Va'a, VL3 (m)                         | Goud     |
| Tafeltennis    | Li Na Lei           | Enkelspel, C9 (v)                     | Goud     |
| Tafeltennis    | Qian Yang           | Enkelspel, C10 (v)                    | Goud     |
| Tennis         | Dylan Alcott        | Quads enkelspel                       | Goud     |
| Wegwielrennen  | Darren Hicks        | Tijdrit, C2 (m)                       | Goud     |
| Zwemmen        | Rowan Crothers      | 50 m vrije slag, S10 (m)              | Goud     |
| Zwemmen        | Ben Hance           | 100 m rugslag, S14 (m)                | Goud     |
| Zwemmen        | William Martin      | 400 m vrije slag, S9 (m)              | Goud     |
| Zwemmen        | William Martin      | 100 m vlinderslag, S9 (m)             | Goud     |
| Zwemmen        | Lakeisha Patterson  | 400 m vrije slag, S9 (v)              | Goud     |
| Zwemmen        | Ben Popham          | 100 m vrije slag, S8 (m)              | Goud     |
| Zwemmen        | Rachael Watson      | 50 m vrije slag, S4 (v)               | Goud     |
| Zwemmen        | Team                | 4 x 100 m vrije slag, 34 punten (m)   | Goud     |
|                |                     |                                       |          |
| Atletiek       | Michael Burian      | Speerwerpen, F64 (m)                  | Zilver   |
| Atletiek       | Jaryd Clifford      | 5000 m, T13 (m)                       | Zilver   |
| Atletiek       | Jaryd Clifford      | Marathon, T12 (m)                     | Zilver   |
| Atletiek       | Isis Holt           | 100 m, T35 (v)                        | Zilver   |
| Atletiek       | Isis Holt           | 200 m, T35 (v)                        | Zilver   |
| Atletiek       | Rheed McCracken     | 100 m, T34 (m)                        | Zilver   |
| Atletiek       | James Turner        | 100 m, T36 (m)                        | Zilver   |
| Baanwielrennen | Alistair Donohoe    | Individuele achtervolging, C5 (m)     | Zilver   |
| Baanwielrennen | Darren Hicks        | Individuele achtervolging, C2 (m)     | Zilver   |
| Kanovaren      | Susan Seipel        | Va'a, VL2 (v)                         | Zilver   |
| Roeien         | Erik Horrie         | Eenpersoons sculls, PR1M1x (m)        | Zilver   |
| Tafeltennis    | Samuel von Einem    | Enkelspel, C11 (m)                    | Zilver   |
| Tafeltennis    | Lin Ma              | Enkelspel, C9 (m)                     | Zilver   |
| Tafeltennis    | Team                | Team, C9-10 (m)                       | Zilver   |
| Tafeltennis    | Team                | Team, C9-10 (v)                       | Zilver   |
| Tennis         | Team                | Quads dubbelspel                      | Zilver   |
| Triatlon       | Lauren Parker       | Individueel, PTWC (v)                 | Zilver   |
| Wegwielrennen  | Carol Cooke         | Tijdrit, T1-2 (v)                     | Zilver   |
| Wegwielrennen  | Emily Petricola     | Tijdrit, C4 (v)                       | Zilver   |
| Zwemmen        | Rowan Crothers      | 100 m vrije slag, S10 (m)             | Zilver   |
| Zwemmen        | Jasmin Greenwood    | 100 m vlinderslag, S10 (v)            | Zilver   |
| Zwemmen        | Timothy Hodge       | 200 m individuele wisselslag, SM9 (m) | Zilver   |
| Zwemmen        | Ahmed Kelly         | 150 m individuele wisselslag, SM3 (m) | Zilver   |
| Zwemmen        | Paige Leonhardt     | 100 m vlinderslag, S14 (v)            | Zilver   |
| Zwemmen        | Jake Michel         | 100 m schoolslag, SB14 (m)            | Zilver   |
| Zwemmen        | Grant Patterson     | 50 m schoolslag, SB2 (m)              | Zilver   |
| Zwemmen        | Team                | 4 x 100 m wisselslag, 34 punten (m)   | Zilver   |
| Zwemmen        | Team                | 4 x 100 m vrije slag, 34 punten (v)   | Zilver   |
| Zwemmen        | Team                | 4 x 100 m vrije slag, S14 (g)         | Zilver   |
|                |                     |                                       |          |
| Atletiek       | Jaryd Clifford      | 1500 m, T13 (m)                       | Brons    |
| Atletiek       | Sarah Edmiston      | Discuswerpen, F64 (v)                 | Brons    |
| Atletiek       | Nicholas Hum        | Verspringen, T20 (m)                  | Brons    |
| Atletiek       | Deon Kenzie         | 1500 m, T38 (m)                       | Brons    |
| Atletiek       | Robyn Lambird       | 100 m, T34 (v)                        | Brons    |
| Atletiek       | Evan O'Hanlon       | 100 m, T38 (m)                        | Brons    |
| Atletiek       | Madison de Rozario  | 1500 m, T54 (v)                       | Brons    |
| Atletiek       | Maria Strong        | Kogelstoten, F33 (v)                  | Brons    |
| Baanwielrennen | David Nicholas      | Individuele achtervolging, C3 (m)     | Brons    |
| Boccia         | Daniel Michel       | Individueel, BC3 (g)                  | Brons    |
| Taekwondo      | Janine Watson       | +58 kg, K44 (v)                       | Brons    |
| Wegwielrennen  | Alistair Donohoe    | Tijdrit, C5 (m)                       | Brons    |
| Wegwielrennen  | Meg Lemon           | Tijdrit, C4 (v)                       | Brons    |
| Wegwielrennen  | Paige Greco         | Wegwedstrijd, C1-3 (v)                | Brons    |
| Wegwielrennen  | Paige Greco         | Tijdrit, C1-3 (v)                     | Brons    |
| Zwemmen        | Blake Cochrane      | 100 m schoolslag, SB7 (m)             | Brons    |
| Zwemmen        | Katja Dedekind      | 400 m vrije slag, S13 (v)             | Brons    |
| Zwemmen        | Katja Dedekind      | 100 m rugslag, S13 (v)                | Brons    |
| Zwemmen        | Thomas Gallagher    | 400 m vrije slag, S10 (m)             | Brons    |
| Zwemmen        | Ben Hance           | 100 m vlinderslag, S14 (m)            | Brons    |
| Zwemmen        | Timothy Hodge       | 100 m rugslag, S9 (m)                 | Brons    |
| Zwemmen        | Matthew Levy        | 100 m schoolslag, SB6 (m)             | Brons    |
| Zwemmen        | Grant Patterson     | 150 m individuele wisselslag, SM3 (m) | Brons    |
| Zwemmen        | Col Pearse          | 100 m vlinderslag, S10 (m)            | Brons    |
| Zwemmen        | Keira Stephens      | 100 m schoolslag, SB9 (v)             | Brons    |
| Zwemmen        | Ruby Storm          | 100 m vlinderslag, S14 (v)            | Brons    |
| Zwemmen        | Tiffany Thomas Kane | 100 m schoolslag, SB7 (v)             | Brons    |
| Zwemmen        | Tiffany Thomas Kane | 200 m individuele wisselslag, SM7 (v) | Brons    |
| Zwemmen        | Alexander Tuckfield | 400 m vrije slag, S9 (m)              | Brons    |
| Zwemmen        | Team                | 4 x 100 m wisselslag, 34 punten (v)   | Brons    |

## Deelnemers en resultaten
(m) = mannen, (v) = vrouwen, (g) = gemengd 

### Atletiek

#### Baanonderdelen
| Atleet             | Onderdeel         | Series              | Series              | Finale              | Finale              |
| Atleet             | Onderdeel         | Resultaat           | Rang                | Resultaat           | Rang                |
| ------------------ | ----------------- | ------------------- | ------------------- | ------------------- | ------------------- |
| Luke Bailey        | 100 m, T54 (m)    | 14.55               | 14e                 | Niet gekwalificeerd | Niet gekwalificeerd |
| Daniel Bounty      | 1500 m, T38 (m)   | Niet van toepassing | Niet van toepassing | 4:12.95             | 6e                  |
| Samuel Carter      | 100 m, T54 (m)    | 14.19               | 7e                  | 14.08               | 5e                  |
| Samuel Carter      | 400 m, T54 (m)    | 47.06               | 9e                  | Niet gekwalificeerd | Niet gekwalificeerd |
| Jaryd Clifford     | 1500 m, T13 (m)   | Niet van toepassing | Niet van toepassing | 3:54.69             | Brons               |
| Jaryd Clifford     | 5000 m, T13 (m)   | Niet van toepassing | Niet van toepassing | 14:35.52            | Zilver              |
| Jaryd Clifford     | Marathon, T12 (m) | Niet van toepassing | Niet van toepassing | 2:26:09             | Zilver              |
| Ari Gesini         | 100 m, T38 (m)    | 12.40               | 13e                 | Niet gekwalificeerd | Niet gekwalificeerd |
| Sam Harding        | 1500 m, T13 (m)   | Niet van toepassing | Niet van toepassing | 4:05.13             | 11e                 |
| Deon Kenzie        | 1500 m, T38 (m)   | Niet van toepassing | Niet van toepassing | 4:03.76             | Brons               |
| Rheed McCracken    | 100 m, T34 (m)    | Niet van toepassing | Niet van toepassing | 15.37               | Zilver              |
| Rheed McCracken    | 800 m, T34 (m)    | 1:48.09             | 7e                  | 1:47.68             | 6e                  |
| Sam McIntosh       | 100 m, T52 (m)    | Niet van toepassing | Niet van toepassing | 17.82               | 4e                  |
| Sam McIntosh       | 400 m, T52 (m)    | 1:07.97             | 10e                 | Niet gekwalificeerd | Niet gekwalificeerd |
| Evan O'Hanlon      | 100 m, T38 (m)    | 11.31               | 4e                  | 11.00               | Brons               |
| Jaydon Page        | 100 m, T47 (m)    | 11.18               | 10e                 | Niet gekwalificeerd | Niet gekwalificeerd |
| Chad Perris        | 100 m, T13 (m)    | 10.90               | 4e                  | 10.84               | 5e                  |
| Scott Reardon      | 100 m, T63 (m)    | 12.80               | 7e                  | 12.43               | 5e                  |
| Michael Roeger     | Marathon, T46 (m) | Niet van toepassing | Niet van toepassing | 2:34:45             | 6e                  |
| James Turner       | 100 m, T36 (m)    | 11.87               | 1e                  | 12.00               | Zilver              |
| James Turner       | 400 m, T36 (m)    | Niet van toepassing | Niet van toepassing | 52.80 PR            | Goud                |
|                    |                   |                     |                     |                     |                     |
| Eliza Ault-Connell | 100 m, T54 (v)    | 16.79               | 7e                  | 17.12               | 8e                  |
| Eliza Ault-Connell | 400 m, T54 (v)    | 56.89               | 8e                  | 56.54               | 7e                  |
| Eliza Ault-Connell | Marathon, T54 (v) | Niet van toepassing | Niet van toepassing | 1:52:26             |                     |
| Angela Ballard     | 100 m, T53 (v)    | Niet van toepassing | Niet van toepassing | 17.43               | 7e                  |
| Angela Ballard     | 400 m, T53 (v)    | 0:58.01             | 6e                  | 0:57.61             | 4e                  |
| Angela Ballard     | 800 m, T53 (v)    | 1:52.50             | 7e                  | 1:52.22             | 7e                  |
| Rhiannon Clarke    | 100 m, T38 (v)    | 13.10               | 5e                  | 13.08               | 5e                  |
| Rhiannon Clarke    | 400 m, T38 (v)    | 1:02.65             | 7e                  | 1:02.65             | 7e                  |
| Christie Dawes     | Marathon, T54 (v) | Niet van toepassing | Niet van toepassing | 1:46.44             | 8e                  |
| Isis Holt          | 100 m, T35 (v)    | 13.49               | 1e                  | 13.13               | Zilver              |
| Isis Holt          | 200 m, T35 (v)    | Niet van toepassing | Niet van toepassing | 27.94               | Zilver              |
| Alissa Jordaan     | 100 m, T47 (v)    | 12.80               | 10e                 | Niet gekwalificeerd | Niet gekwalificeerd |
| Alissa Jordaan     | 400 m, T47 (v)    | 1:00.78             | 8e                  | 1:01.30             | 7e                  |
| Robyn Lambird      | 100 m, T34 (v)    | Niet van toepassing | Niet van toepassing | 18.68               | Brons               |
| Ella Azura Pardy   | 100 m, T38 (v)    | 13.15               | 7e                  | 13.14               | 7e                  |
| Madison de Rozario | 800 m, T53 (v)    | 1:49.21             | 1e                  | 1:45.99 PR          | Goud                |
| Madison de Rozario | 1500 m, T54 (v)   | 3:36.49             | 10e                 | 3:28.24             | Brons               |
| Madison de Rozario | 5000 m, T54 (v)   | Niet van toepassing | Niet van toepassing | 11:15.86            | 5e                  |
| Madison de Rozario | Marathon, T54 (v) | Niet van toepassing | Niet van toepassing | 1:38:11             | Goud                |

#### Veldonderdelen
| Paralympiër      | Onderdeel             | Resultaat        | Prestatie    |
| ---------------- | --------------------- | ---------------- | ------------ |
| Corey Anderson   | Speerwerpen, F38 (m)  | 54.48            | 4e           |
| Michael Burian   | Speerwerpen, F64 (m)  | 66.29 WR PR(F44) | Zilver       |
| Ari Gesini       | Verspringen, T38 (m)  | 5.89             | 11e          |
| Guy Henly        | Discuswerpen, F37 (m) | 48.72            | 4e           |
| Todd Hodgetts    | Kogelstoten, F20 (m)  | Niet gestart     | Niet gestart |
| Nicholas Hum     | Verspringen, T20 (m)  | 7.12             | Brons        |
| Jayden Sawyer    | Speerwerpen, F38 (m)  | 45.57            | 7e           |
|                  |                       |                  |              |
| Sarah Edmiston   | Discuswerpen, F64 (v) | 37.85            | Brons        |
| Rosemary Little  | Kogelstoten, F32 (v)  | 6.26             | 5e           |
| Vanessa Low      | Verspringen, T63 (v)  | 5.28 WR PR(T61)  | Goud         |
| Samantha Schmidt | Discuswerpen, F38 (v) | 30.26            | 6e           |
| Maria Strong     | Kogelstoten, F33 (v)  | 6.63             | Brons        |
| Sarah Walsh      | Verspringen, T64 (v)  | 5.11             | 7e           |

### Baanwielrennen
| Atleet                             | Onderdeel                           | Heats               | Heats               | (Bronzen) Finale       | (Bronzen) Finale    |
| Atleet                             | Onderdeel                           | Resultaat           | Rang                | Resultaat              | Rang                |
| ---------------------------------- | ----------------------------------- | ------------------- | ------------------- | ---------------------- | ------------------- |
| Gordon Allan                       | 1 km tijdrit, C1-3 (m)              | Niet van toepassing | Niet van toepassing | 1:06.083               | 5e                  |
| Alistair Donohoe                   | Individuele achtervolging, C5 (m)   | 4:20.813            | 2e QG               | 4:24.095               | Zilver              |
| Darren Hicks                       | Individuele achtervolging, C2 (m)   | 3:33.589            | 2e QG               | 3:35.064               | Zilver              |
| David Nicholas                     | Individuele achtervolging, C3 (m)   | 3:23.674            | 3e QB               | 3:25.877               | Brons               |
|                                    |                                     |                     |                     |                        |                     |
| Paige Greco                        | Individuele achtervolging, C1-3 (v) | 3:52.283 WR PR(C3)  | 1e QG               | 3:50.185               | Goud                |
| Meg Lemon                          | Individuele achtervolging, C4 (v)   | 3:49.043            | 4e QB               | 3:49.972               | 4e                  |
| Emily Petricola                    | Individuele achtervolging, C4 (v)   | 3:38.061 WR PR      | 1e QG               | Tegenstander ingehaald | Goud                |
| Amanda Reid                        | 500 m, tijdrit C1-3 (v)             | Niet van toepassing | Niet van toepassing | 0:35.581 WR PR(C2)     | Goud                |
|                                    |                                     |                     |                     |                        |                     |
| Gordon Allan Meg Lemon Amanda Reid | Team sprint, C1-5 (g)               | 56.989              | 9e                  | Niet gekwalificeerd    | Niet gekwalificeerd |

### Badminton
| Paralympiër        | Onderdeel          | Groepsfase             | Groepsfase                   | Groepsfase                   | Positie | Finalefase           | Finalefase           | Finalefase           | Plaats |
| Paralympiër        | Onderdeel          | Wedstrijd I            | Wedstrijd II                 | Wedstrijd III                | Positie | Kwartfinale          | Halve finale         | (Troost)finale       | Plaats |
| Paralympiër        | Onderdeel          | Tegenstander Uitslag   | Tegenstander Uitslag         | Tegenstander Uitslag         | Positie | Tegenstander Uitslag | Tegenstander Uitslag | Tegenstander Uitslag | Plaats |
| ------------------ | ------------------ | ---------------------- | ---------------------------- | ---------------------------- | ------- | -------------------- | -------------------- | -------------------- | ------ |
| Grant Manzoney     | Enkelspel, WH1 (m) | KOR Kim Jungjun V 0-2  | KOR Kim Kyung Hoon V 0-2     | Niet van toepassing          | 3e      | Niet gekwalificeerd  | Niet gekwalificeerd  | Niet gekwalificeerd  | 8e     |
|                    |                    |                        |                              |                              |         |                      |                      |                      |        |
| Caitlin Dransfield | Enkelspel, SL4 (v) | CAN Olivia Meier V 1-2 | THA Chanida Srinavakul V 0-2 | NOR Helle Sofie Sagoey V 0-2 | 4e      | Niet gekwalificeerd  | Niet gekwalificeerd  | Niet gekwalificeerd  | 13e    |

### Basketbal
| Paralympiër | Onderdeel   | Resultaat | Prestatie |
| --- | ----------- | --------- | --- |
| Michael Auprince Jannik Blair Tristan Knowles Bill Latham John McPhail Matthew McShane Shaun Norris Tom O'Neill-Thorne Kim Robins Brett Stibners Jeremy Tyndall Samuel White | Mannenteam  | 5e        | Groep B (3e) AUS-IRI: 81-39 ALG-AUS: 37-83 AUS-GER: 64-53 USA-AUS: 66-38 AUS-GBR: 69-70 Kwartfinale JPN-AUS: 61-55 Plaats 5/6 TUR-AUS: 58-74 |
| Natalie Alexander Shelley Cronau Jessica Cronje Hannah Dodd Mary Friday Isabel Martin Bree Mellberg Amber Merritt Georgia Munro-Cook Taishar Ovens Ella Sabljak Sarah Vinci  | Vrouwenteam | 9e        | Groep A (5e) AUS-JPN: 47-73 GER-AUS: 77-58 AUS-GBR: 38-75 CAN-AUS: 76-37 Plaats 9/10 AUS-ALG: 71-32                                          |

### Boccia
| Paralympiër                                 | Onderdeel            | Groepsfase                       | Groepsfase                     | Groepsfase                       | Groepsfase           | Positie | Finalefase                | Finalefase               | Finalefase                  | Plaats |
| Paralympiër                                 | Onderdeel            | Wedstrijd I                      | Wedstrijd II                   | Wedstrijd III                    | Wedstrijd IV         | Positie | Kwartfinale               | Halve finale             | (Troost)finale              | Plaats |
| Paralympiër                                 | Onderdeel            | Tegenstander Uitslag             | Tegenstander Uitslag           | Tegenstander Uitslag             | Tegenstander Uitslag | Positie | Tegenstander Uitslag      | Tegenstander Uitslag     | Tegenstander Uitslag        | Plaats |
| ------------------------------------------- | -------------------- | -------------------------------- | ------------------------------ | -------------------------------- | -------------------- | ------- | ------------------------- | ------------------------ | --------------------------- | ------ |
| Spencer Cotie                               | Individueel, BC3 (g) | ARG Stefania Ferrando W met 4-1  | GBR Jamie McCowan W met 5-2    | GBR Scott McCowan V met 3-4      | Niet van toepassing  | 2e      | Niet gekwalificeerd       | Niet gekwalificeerd      | Niet gekwalificeerd         | 9e     |
| Daniel Michel                               | Individueel, BC3 (g) | THA Somboon Chaipanich W met 9-0 | SWE Maria Bjurstroem W met 8-2 | BRA Evelyn de Oliveira V met 2-3 | Niet van toepassing  | 2e      | KOR Kim Han Soo W met 8-0 | CZE Adam Peska V met 3-4 | GBR Scott McCowan W met 6-1 | Brons  |
|                                             |                      |                                  |                                |                                  |                      |         |                           |                          |                             |        |
| Spencer Cotie Jamieson Leeson Daniel Michel | Paren, BC3 (g)       | Japan V met 2-3                  | Hongkong V met 3-3             | Brazilië W met 5-2               | Portugal W met 4-3   | 3e      | Niet gekwalificeerd       | Niet gekwalificeerd      | Niet gekwalificeerd         | 5e     |

### Boogschieten
| Taymon Kenton-Smith                   | Individueel, Recurve open (m)  | 604  | 18e | Niet van toepassing            | USA Eric Bennett V met 4-6        | Uitgeschakeld                   | Uitgeschakeld | Uitgeschakeld | Uitgeschakeld | 17e |  |  |
| Peter Marchant                        | Individueel, Compound open (m) | 664  | 31e | FRA Eric Pereira W met 138-136 | IRI Ramezan Biabani V met 139-141 | Uitgeschakeld                   | Uitgeschakeld | Uitgeschakeld | Uitgeschakeld | 17e |  |  |
| Jonathon Milne                        | Individueel, Compound open (m) | 692  | 8e  | Bye                            | USA Andre Shelby V met 141-143    | Uitgeschakeld                   | Uitgeschakeld | Uitgeschakeld | Uitgeschakeld | 17e |  |  |
|                                       |                                |      |     |                                |                                   |                                 |               |               |               |     |  |  |
| Imalia Oktrininda                     | Individueel, Recurve open (v)  | 564  | 13e | Niet van toepassing            | KOR Jo Jang Moon W met 7-1        | ITA Vincenza Petrilli V met 0-6 | Uitgeschakeld | Uitgeschakeld | Uitgeschakeld | 9e  |  |  |
|                                       |                                |      |     |                                |                                   |                                 |               |               |               |     |  |  |
| Taymon Kenton-Smith Imalia Oktrininda | Team, Recurve open (g)         | 1168 | 8e  | Niet van toepassing            | Niet van toepassing               | Polen V met 0-6                 | Uitgeschakeld | Uitgeschakeld | Uitgeschakeld | 9e  |  |  |

### Goalball
| Paralympiër                                                                           | Onderdeel   | Resultaat | Prestatie                                                                              |
| ------------------------------------------------------------------------------------- | ----------- | --------- | -------------------------------------------------------------------------------------- |
| Jennifer Blow Meica Jayne Horsburgh Raissa Martin Amy Ridley Brodie Smith Tyan Taylor | Vrouwenteam | 5e        | Groep A ISR-AUS: 11-1 AUS-CHN: 0-6 CAN-AUS: 3-4 AUS-RPC: 4-1 Kwartfinale TUR-AUS: 10-6 |

### Judo
| Paralympiër  | Onderdeel  | Resultaat | Prestatie                             |
| ------------ | ---------- | --------- | ------------------------------------- |
| Wayne Phipps | -66 kg (m) | -         | 1/8e finale: V van MGL Munkhbat Aajim |

### Kanovaren
| Atleet            | Onderdeel      | Heats     | Heats | Halve finale        | Halve finale        | A/B finale          | A/B finale          | Eindranking |
| Atleet            | Onderdeel      | Resultaat | Rang  | Resultaat           | Rang                | Resultaat           | Rang                | Eindranking |
| ----------------- | -------------- | --------- | ----- | ------------------- | ------------------- | ------------------- | ------------------- | ----------- |
| Dylan Littlehales | Kayak, KL3 (m) | 0:41.428  | 3e    | 0:40.234            | 1e QA               | 0:41.280            | 4e                  | 4e          |
| Curtis McGrath    | Kayak, KL2 (m) | 0:44.979  | 8e    | 0:41.134            | 1e QA               | 0:41.426            | 1e                  | Goud        |
| Curtis McGrath    | Va'a, VL3 (m)  | 0:51.526  | 1e QA | Niet van toepassing | Niet van toepassing | 0:50.537            | 1e                  | Goud        |
|                   |                |           |       |                     |                     |                     |                     |             |
| Amanda Jennings   | Kayak, KL3 (v) | 0:55.961  | 10e   | 0:53.373            | 8e                  | Niet gekwalificeerd | Niet gekwalificeerd | 10e         |
| Susan Seipel      | Kayak, KL2 (v) | 1:00.077  | 8e    | 0:56.201            | 6e QA               | 0:56.522            | 7e                  | 7e          |
| Susan Seipel      | Va'a, VL2 (v)  | 1:02.840  | 2e QA | Niet van toepassing | Niet van toepassing | 1:01.481            | 2e                  | Zilver      |

### Paardensport
| Paralympiër                           | Onderdeel                              | Resultaat | Prestatie |
| ------------------------------------- | -------------------------------------- | --------- | --------- |
| Emma Booth                            | Individueel, verplichte kür, graad III | 8e        | 70.059%   |
| Emma Booth                            | Individueel, vrije kür, graad III      | 5e        | 73.807%   |
| Victoria Davies                       | Individueel, verplichte kür, graad II  | 9e        | 65.618%   |
| Sharon Jarvis                         | Individueel, verplichte kür, graad IV  | 10e       | 68.366%   |
| Amelia White                          | Individueel, verplichte kür, graad V   | 8e        | 69.238%   |
| Amelia White                          | Individueel, vrije kür, graad V        | 6e        | 72.660%   |
|                                       |                                        |           |           |
| Emma Booth Sharon Jarvis Amelia White | Team, graad I-V                        | 13e       | 206.458%  |

### Roeien
| Atleet                                                                              | Onderdeel                         | Heats     | Heats | Herkansingen | Herkansingen | A/B finale | A/B finale | Eindranking |
| Atleet                                                                              | Onderdeel                         | Resultaat | Rang  | Resultaat    | Rang         | Resultaat  | Rang       | Eindranking |
| ----------------------------------------------------------------------------------- | --------------------------------- | --------- | ----- | ------------ | ------------ | ---------- | ---------- | ----------- |
| Erik Horrie                                                                         | Eenpersoons sculls, PR1M1x (m)    | 10:32.92  | 5e    | 9:20.61      | 2e QA        | 10:00.82   | 2e         | Zilver      |
|                                                                                     |                                   |           |       |              |              |            |            |             |
| Simon Albury Kathryn Ross                                                           | Tweepersoons sculls, PR2Mix2x (g) | 8:51.39   | 5e    | 8:12.90      | 3e QA        | 8:56.69    | 7e         | 7e          |
| Nikki Ayers Thomas Birtwhistle James Talbot Alexandra Viney Stuur: Renae Domaschenz | Vier met stuur, PR3Mix4+ (g)      | 7:30.72   | 4e    | 7:06.98      | 2e QA        | 7:34.73    | 4e         | 4e          |

### Rugby
| Paralympiër | Onderdeel    | Resultaat | Prestatie                                                                                            |
| --- | ------------ | --------- | --- |
| Ryley Batt Chris Bond Andrew Edmondson Ben Fawcett Shae Graham Andrew Harrison Josh Hose Jake Howe Jason Lees Michael Ozanne Richard Voris Jayden Warn | Gemengd team | 4e        | Groep A (2e) AUS-DEN: 53-54 FRA-AUS: 48-50 AUS-JPN: 53-57 Halve finale USA-AUS: 49-41 AUS-JPN: 52-60 |

### Schietsport
| Paralympiër      | Onderdeel                         | Kwalificatie | Kwalificatie | Finale              | Finale              |
| Paralympiër      | Onderdeel                         | Score        | Rang         | Score               | Rang                |
| ---------------- | --------------------------------- | ------------ | ------------ | ------------------- | ------------------- |
| Christopher Pitt | 10 m luchtpistool, SH1 (m)        | 542.0        | 25e          | Niet gekwalificeerd | Niet gekwalificeerd |
| Christopher Pitt | 25 m pistool, SH1 (g)             | 542.0        | 25e          | Niet gekwalificeerd | Niet gekwalificeerd |
| Anton Zappelli   | 10 m luchtgeweer, liggend SH1 (g) | 631.6        | 15e          | Niet gekwalificeerd | Niet gekwalificeerd |
| Anton Zappelli   | 50 m geweer, liggend SH1 (g)      | 616.0        | 11e          | Niet gekwalificeerd | Niet gekwalificeerd |
|                  |                                   |              |              |                     |                     |
| Natalie Smith    | 10 m luchtgeweer, staand SH1 (v)  | 609.4        | 19e          | Niet gekwalificeerd | Niet gekwalificeerd |
| Natalie Smith    | 10 m luchtgeweer, liggend SH1 (g) | 621.7        | 46e          | Niet gekwalificeerd | Niet gekwalificeerd |

### Taekwondo
| Paralympiër   | Onderdeel       | Resultaat | Prestatie |
| ------------- | --------------- | --------- | --- |
| Janine Watson | +58 kg, K44 (v) | Brons     | 1/8e finale: V van MAR Rajae Akermach met 6-8 Herkansingen, 1e ronde: W van TUR Seyma Nur Emeksiz Bacaksiz met 36-2 Herkansingen, finale: W van JPN Shoko Ota met 32-12 Bronzen finale: W van UKR Yuliya Lypetska met 6-03 |

### Tafeltennis
| Paralympiër                            | Onderdeel          | Groepsfase                          | Groepsfase                             | Groepsfase                         | Positie             | Finalefase           | Finalefase                            | Finalefase                      | Finalefase                          | Plaats |
| Paralympiër                            | Onderdeel          | Wedstrijd I                         | Wedstrijd II                           | Wedstrijd III                      | Positie             | 1/8e finale          | Kwartfinale                           | Halve finale                    | Finale                              | Plaats |
| Paralympiër                            | Onderdeel          | Tegenstander Uitslag                | Tegenstander Uitslag                   | Tegenstander Uitslag               | Positie             | Tegenstander Uitslag | Tegenstander Uitslag                  | Tegenstander Uitslag            | Tegenstander Uitslag                | Plaats |
| -------------------------------------- | ------------------ | ----------------------------------- | -------------------------------------- | ---------------------------------- | ------------------- | -------------------- | ------------------------------------- | ------------------------------- | ----------------------------------- | ------ |
| Jake Ballestrino                       | Enkelspel, C7 (m)  | EGY Sayed Mohamed Youssef V met 1-3 | JPN Masachika Inoue V met 1-3          | BRA Israel Pereira Stroh V met 0-3 | 4e                  | Niet gekwalificeerd  | Niet gekwalificeerd                   | Niet gekwalificeerd             | Niet gekwalificeerd                 | 16e    |
| Joel Coughlan                          | Enkelspel, C10 (m) | MNE Filip Radovic V met 1-3         | NGR Alabi Olufemi W met 3-0            | CHN Lian Hao V met 2-3             | 3e                  | Niet gekwalificeerd  | Niet gekwalificeerd                   | Niet gekwalificeerd             | Niet gekwalificeerd                 | 9e     |
| Samuel von Einem                       | Enkelspel, C11 (m) | JPN Asano Takashi V met 1-3         | KOR Kim Gi-Tae W met 3-0               | Niet van toepassing                | 2e                  | Niet van toepassing  | ESP Eduardo Cuesta Martinez W met 3-1 | BEL Florian van Acker W met 3-2 | HUN Peter Palos V met 2-3           | Zilver |
| Trevor Hirth                           | Enkelspel, C6 (m)  | ROM Bobi Simion V met 1-3           | GBR Paul Karabardak V met 0-3          | Niet van toepassing                | 3e                  | Niet gekwalificeerd  | Niet gekwalificeerd                   | Niet gekwalificeerd             | Niet gekwalificeerd                 | 12e    |
| Lin Ma                                 | Enkelspel, C9 (m)  | GBR Joshua Stacey W met 3-0         | MAS Chaoming Chee W met 3-0            | ITA Mohamed Amine Kalem W met 3-0  | 1e                  | Niet van toepassing  | UKR Lev Kats W met 3-0                | UKR Ivan Mai W met 3-1          | BEL Laurens Devos V met 1-3         | Zilver |
| Nathan Pellissier                      | Enkelspel, C8 (m)  | GBR Aaron McKibbin V met 0-3        | POL Piotr Grudzien V met 0-3           | Niet van toepassing                | 3e                  | Niet gekwalificeerd  | Niet gekwalificeerd                   | Niet gekwalificeerd             | Niet gekwalificeerd                 | 15e    |
| Jake Ballestrino Trevor Hirth          | Team, C6-7 (m)     | Niet van toepassing                 | Niet van toepassing                    | Niet van toepassing                | Niet van toepassing | Niet van toepassing  | Groot-Brittannië V met 0-2            | Uitgeschakeld                   | Uitgeschakeld                       | 5e     |
| Joel Coughlan Lin Ma Nathan Pellissier | Team, C9-10 (m)    | Niet van toepassing                 | Niet van toepassing                    | Niet van toepassing                | Niet van toepassing | Brazilië W met 2-0   | Frankrijk W met 2-0                   | Nigeria W met 2-0               | China V met 0-2                     | Zilver |
|                                        |                    |                                     |                                        |                                    |                     |                      |                                       |                                 |                                     |        |
| Rebecca Anne Julian                    | Enkelspel, C6 (v)  | UKR Maryna Lytovchenko V met 0-3    | EGY Hanaa Ahmed Hammad W met 0-3       | Niet van toepassing                | 2e                  | Niet van toepassing  | RPC Maliak Alieva V met 0-3           | Uitgeschakeld                   | Uitgeschakeld                       | 6e     |
| Li Na Lei                              | Enkelspel, C9 (v)  | POL Karolina Pek W met 3-1          | BRA Jennyfer Marques Parinos W met 3-0 | KOR Kim Kun-Hea W met 3-1          | 1e                  | Niet van toepassing  | Niet van toepassing                   | HUN Alexa Szvitacs W met 3-2    | CHN Xiong Guiyan W met 3-2          | Goud   |
| Melissa Tapper                         | Enkelspel, C10 (v) | TPE Lin Tzu Yu W met 3-1            | BRA Bruna Costa Alexandre V met 3-0    | Niet van toepassing                | 2e                  | Niet van toepassing  | AUS Qian Yang V met 0-3               | Uitgeschakeld                   | Uitgeschakeld                       | 6e     |
| Daniela di Toro                        | Enkelspel, C4 (v)  | GER Sandra Mikolaschek V met 0-3    | SRB Nada Matic V met 0-3               | Niet van toepassing                | 3e                  | Niet gekwalificeerd  | Niet gekwalificeerd                   | Niet gekwalificeerd             | Niet gekwalificeerd                 | 11e    |
| Qian Yang                              | Enkelspel, C10 (v) | CHN Zhao Xiaojing W met 3-2         | NGR Faith Obazuaye W met 3-0           | TPE Tian Shiau Wen V met 0-3       | 2e                  | Niet van toepassing  | AUS Melissa Tapper W met 3-0          | POL Natalia Partyka W met 3-2   | BRA Bruna Costa Alexandre W met 3-1 | Goud   |
| Li Na Lei Melissa Tapper Qian Yang     | Team, C9-10 (v)    | Niet van toepassing                 | Niet van toepassing                    | Niet van toepassing                | Niet van toepassing | Niet van toepassing  | Hongarije W met 2-0                   | China W met 2-0                 | Polen V met 0-2                     | Zilver |

### Tennis
| Paralympiër                 | Onderdeel              | 1e ronde                               | 2e ronde                                                     | 3e ronde                                | Kwartfinale                       | Halve finale                                        | (troost)Finale                               | Rang   |
| Paralympiër                 | Onderdeel              | Tegenstander Uitslag                   | Tegenstander Uitslag                                         | Tegenstander Uitslag                    | Tegenstander Uitslag              | Tegenstander Uitslag                                | Tegenstander Uitslag                         | Rang   |
| --------------------------- | ---------------------- | -------------------------------------- | ------------------------------------------------------------ | --------------------------------------- | --------------------------------- | --------------------------------------------------- | -------------------------------------------- | ------ |
| Dylan Alcott                | Quads enkelspel        | Niet van toepassing                    | Niet van toepassing                                          | JPN Mitsuteru Moroishi W 2-0 (6-4, 6-1) | USA Bryan Warten W 2-0 (6-0, 6-1) | NED Niels Vink W 2-1 (6-4, 3-6, 6-4)                | NED Sam Schroder W 2-0 (7-6, 6-1)            | Goud   |
| Heath Davidson              | Quads enkelspel        | Niet van toepassing                    | Niet van toepassing                                          | GBR Antony Cotterill W 2-0 (6-1, 6-0)   | NED Sam Schroder V 0-2 (3-6, 3-6) | Uitgeschakeld                                       | Uitgeschakeld                                | 5e     |
| Martyn Dunn                 | Rolstoelenkelspel (m)  | ARG Ezequil Casco V 0-2 (0-6, 0-6)     | Uitgeschakeld                                                | Uitgeschakeld                           | Uitgeschakeld                     | Uitgeschakeld                                       | Uitgeschakeld                                | 33e    |
| Ben Weekes                  | Rolstoelenkelspel (m)  | ISR Adam Berdichevsky W 2-0 (6-4, 6-2) | BEL Jef Vandorpe V 1-2 (6-3, 1-6, 0-6)                       | Uitgeschakeld                           | Uitgeschakeld                     | Uitgeschakeld                                       | Uitgeschakeld                                | 17e    |
| Dylan Alcott/Heath Davidson | Quads dubbelspel       | Niet van toepassing                    | Niet van toepassing                                          | Niet van toepassing                     | Niet van toepassing               | JPN Mitsuteru Moroishi/Koji Sugeno W 2-0 (6-2, 6-4) | NED Sam Schroder/Niels Vink V 0-2 (4-6, 3-6) | Zilver |
| Martyn Dunn/Ben Weekes      | Rolstoeldubbelspel (m) | Niet van toepassing                    | BRA Gustavo Carneiro Silva/Daniel Rodrigues V 0-2 (2-6, 3-6) | Uitgeschakeld                           | Uitgeschakeld                     | Uitgeschakeld                                       | Uitgeschakeld                                | 17e    |

### Triatlon
| Paralympiër                              | Onderdeel             | Resultaat | Prestatie      |
| ---------------------------------------- | --------------------- | --------- | -------------- |
| Nic Beveridge                            | Individueel, PTWC (m) | 7e        | 1:04:50        |
| David Bryant                             | Individueel, PTS5 (m) | 7e        | 1:02:30        |
| Jonathan Goerlach Gids: David Mainwaring | Individueel, PTVI (m) | 8e        | 1:06:18        |
|                                          |                       |           |                |
| Katie Kelly Gids: Briarna Silk           | Individueel, PTVI (v) | 6e        | 1:13:01        |
| Lauren Parker                            | Individueel, PTWC (v) | Zilver    | 1:06:26        |
| Emily Tapp                               | Individueel, PTWC (v) | DNF       | Niet gefinisht |

### Wegwielrennen
| Paralympiër      | Onderdeel              | Resultaat | Prestatie      |
| ---------------- | ---------------------- | --------- | -------------- |
| Grant Allen      | Wegwedstrijd, H4 (m)   | 6e        | 2:33:31        |
| Grant Allen      | Tijdrit, H4 (m)        | 6e        | 41:21.94       |
| Alistair Donohoe | Wegwedstrijd, C4-5 (m) | 5e        | 2:19:43        |
| Alistair Donohoe | Tijdrit, C5 (m)        | Brons     | 43:36.80       |
| Darren Hicks     | Wegwedstrijd, C1-3 (m) | 12e       | 2:12:10        |
| Darren Hicks     | Tijdrit, C2 (m)        | Goud      | 34:39.78       |
| Stuart Jones     | Wegwedstrijd, T1-2 (m) | 8e        | 0:59:17        |
| Stuart Jones     | Tijdrit, T1-2 (m)      | 5e        | 31:12.94       |
| David Nicholas   | Wegwedstrijd, C1-3 (m) | 18e       | 2:21:08        |
| David Nicholas   | Tijdrit, C3 (m)        | 8e        | 36:56.79       |
| Stuart Tripp     | Wegwedstrijd, H5 (m)   | 7e        | 2:36:23        |
| Stuart Tripp     | Tijdrit, H5 (m)        | 8e        | 42:56.88       |
|                  |                        |           |                |
| Carol Cooke      | Wegwedstrijd, T1-2 (v) | DNF       | Niet gefinisht |
| Carol Cooke      | Tijdrit, T1-2 (v)      | Zilver    | 36:38.46       |
| Paige Greco      | Wegwedstrijd, C1-3 (v) | Brons     | 1:13:11        |
| Paige Greco      | Tijdrit, C1-3 (v)      | Brons     | 26:37.54       |
| Meg Lemon        | Wegwedstrijd, C4-5 (v) | 8e        | 2:31:17        |
| Meg Lemon        | Tijdrit, C4 (v)        | Brons     | 41:14.42       |
| Emily Petricola  | Wegwedstrijd, C4-5 (v) | 10e       | 2:32:58        |
| Emily Petricola  | Tijdrit, C4 (v)        | Zilver    | 39:43.09       |

### Zwemmen
| Atleet                                                                | Onderdeel                              | Series              | Series              | Finale              | Finale              |
| Atleet                                                                | Onderdeel                              | Resultaat           | Rang                | Resultaat           | Rang                |
| --------------------------------------------------------------------- | -------------------------------------- | ------------------- | ------------------- | ------------------- | ------------------- |
| Jesse Aungles                                                         | 100 m rugslag, S8 (m)                  | 1:08.28             | 3e                  | 1:07.94             | 4e                  |
| Jesse Aungles                                                         | 100 m schoolslag, SB7 (m)              | Niet van toepassing | Niet van toepassing | 1:22.06             | 4e                  |
| Jesse Aungles                                                         | 100 m vlinderslag, S8 (m)              | 1:05.77             | 11e                 | Niet gekwalificeerd | Niet gekwalificeerd |
| Jesse Aungles                                                         | 200 m individuele wisselslag, SM8 (m)  | 2:28.75             | 4e                  | 2:29.48             | 7e                  |
| Ricky Betar                                                           | 200 m vrije slag, S14 (m)              | 1:58.18             | 6e                  | 1:56.70             | 7e                  |
| Ricky Betar                                                           | 100 m rugslag, S14 (m)                 | 1:01.84             | 10e                 | Niet gekwalificeerd | Niet gekwalificeerd |
| Ricky Betar                                                           | 100 m vlinderslag, S14 (m)             | 0:58.25             | 6e                  | 0:58.62             | 8e                  |
| Blake Cochrane                                                        | 100 m schoolslag, SB7 (m)              | Niet van toepassing | Niet van toepassing | 1:16.97             | Brons               |
| Rowan Crothers                                                        | 50 m vrije slag, S10 (m)               | 0:23.25             | 1e                  | 0:23.21             | Goud                |
| Rowan Crothers                                                        | 100 m vrije slag, S10 (m)              | 0:52.70             | 2e                  | 0:51.37             | Zilver              |
| Timothy Disken                                                        | 50 m vrije slag, S9 (m)                | 0:26.11             | 7e                  | 0:25.71             | 7e                  |
| Timothy Disken                                                        | 100 m schoolslag, SB8 (m)              | 1:12.16             | 8e                  | 1:11.81             | 7e                  |
| Thomas Gallagher                                                      | 50 m vrije slag, S10 (m)               | 0:24.29             | 5e                  | 0:24.16             | 5e                  |
| Thomas Gallagher                                                      | 100 m vrije slag, S10 (m)              | 0:53.13             | 4e                  | 0:53.14             | 5e                  |
| Thomas Gallagher                                                      | 400 m vrije slag, S10 (m)              | 4:15.52             | 3e                  | 4:03.91             | Brons               |
| Brenden Hall                                                          | 400 m vrije slag, S9 (m)               | 4:19.30             | 5e                  | 4:14.48             | 4e                  |
| Brenden Hall                                                          | 100 m rugslag, S9 (m)                  | 1:05.78             | 7e                  | 1:05.90             | 8e                  |
| Brenden Hall                                                          | 100 m vlinderslag, S9 (m)              | 1:04.70             | 12e                 | Niet gekwalificeerd | Niet gekwalificeerd |
| Ben Hance                                                             | 100 m rugslag, S14 (m)                 | 0:57.75             | 1e                  | 0:57.73 PR          | Goud                |
| Ben Hance                                                             | 100 m vlinderslag, S14 (m)             | 0:57.07             | 4e                  | 0:56.90             | Brons               |
| Timothy Hodge                                                         | 100 m rugslag, S9 (m)                  | 1:02.81             | 3e                  | 1:02.16             | Brons               |
| Timothy Hodge                                                         | 100 m vlinderslag, S9 (m)              | 1:01.58             | 6e                  | 1:01.03             | 5e                  |
| Timothy Hodge                                                         | 200 m individuele wisselslag, SM9 (m)  | 2:17.41             | 1e                  | 2:15.42             | Zilver              |
| Braedan Jason                                                         | 100 m vrije slag, S12 (m)              | 0:54.07             | 3e                  | 0:53.78             | 5e                  |
| Braedan Jason                                                         | 400 m vrije slag, S13 (m)              | 4:21.59             | 6e                  | 4:12.75             | 4e                  |
| Braedan Jason                                                         | 100 m vrije slag, S12 (m)              | 0:59.58             | 3e                  | 0:59.01             | 6e                  |
| Ahmed Kelly                                                           | 50 m schoolslag, SB3 (m)               | 0:55.45             | 8e                  | 0:54.89             | 7e                  |
| Ahmed Kelly                                                           | 150 m individuele wisselslag, SM3 (m)  | 3:06.72             | 2e                  | 3:02.23             | Zilver              |
| Matthew Levy                                                          | 50 m vrije slag, S7 (m)                | 0:28.20             | 4e                  | 0:28.39             | 5e                  |
| Matthew Levy                                                          | 100 m schoolslag, SB6 (m)              | 1:22.65             | 2e                  | 1:21.10             | Brons               |
| William Martin                                                        | 50 m vrije slag, S9 (m)                | 0:25.40             | 3e                  | 0:25.34             | 4e                  |
| William Martin                                                        | 400 m vrije slag, S9 (m)               | 4:17.99             | 4e                  | 4:10.25 PR          | Goud                |
| William Martin                                                        | 100 m vlinderslag, S9 (m)              | 0:58.14             | 1e                  | 0:57.19 WR PR       | Goud                |
| Jake Michel                                                           | 100 m schoolslag, SB14 (m)             | 1:05.30             | 2e                  | 1:04.28             | Zilver              |
| Grant Patterson                                                       | 50 m vrije slag, S3 (m)                | 0:54.49             | 9e                  | Niet gekwalificeerd | Niet gekwalificeerd |
| Grant Patterson                                                       | 200 m vrije slag, S3 (m)               | 3:57.24             | 9e                  | Niet gekwalificeerd | Niet gekwalificeerd |
| Grant Patterson                                                       | 50 m rugslag, S3 (m)                   | 0:58.15             | 11e                 | Niet gekwalificeerd | Niet gekwalificeerd |
| Grant Patterson                                                       | 50 m schoolslag, SB2 (m)               | 1:02.04             | 2e                  | 1:01.79             | Zilver              |
| Grant Patterson                                                       | 150 m individuele wisselslag, SM3 (m)  | 3:06.36             | 1e                  | 3:05.57             | Brons               |
| Col Pearse                                                            | 100 m rugslag, S10 (m)                 | 1:04.03             | 8e                  | 1:04.41             | 8e                  |
| Col Pearse                                                            | 100 m vlinderslag, S10 (m)             | 0:58.23             | 3e                  | 0:57.66             | Brons               |
| Col Pearse                                                            | 200 m individuele wisselslag, SM10 (m) | 2:17.41             | 4e                  | 2:14.20             | 4e                  |
| Ben Popham                                                            | 100 m vrije slag, S8 (m)               | 0:58.95             | 1e                  | 0:57.37             | Goud                |
| Ben Popham                                                            | 400 m vrije slag, S8 (m)               | 4:45.05             | 8e                  | 4:49.32             | 8e                  |
| Liam Schluter                                                         | 200 m vrije slag, S14 (m)              | 1:58.08             | 5e                  | 1:55.67             | 4e                  |
| Liam Schluter                                                         | 100 m vlinderslag, S14 (m)             | 0:58.38             | 9e                  | Niet gekwalificeerd | Niet gekwalificeerd |
| Liam Schluter                                                         | 200 m individuele wisselslag, SM14 (m) | 2:16.51             | 10e                 | Niet gekwalificeerd | Niet gekwalificeerd |
| Alexander Tuckfield                                                   | 50 m vrije slag, S9 (m)                | 0:27.32             | 20e                 | Niet gekwalificeerd | Niet gekwalificeerd |
| Alexander Tuckfield                                                   | 400 m vrije slag, S9 (m)               | 4:14.26             | 1e                  | 4:13.54             | Brons               |
| Rowan Crothers Matthew Levy William Martin Ben Popham                 | 4 x 100 m vrije slag, 34 punten (m)    | Niet van toepassing | Niet van toepassing | 3:44.31 WR PR       | Goud                |
| Blake Cochrane Timothy Disken Timothy Hodge William Martin Ben Popham | 4 x 100 m wisselslag, 34 punten (m)    | 4:21.45             | 3e                  | 4:07.70             | Zilver              |
|                                                                       |                                        |                     |                     |                     |                     |
| Emily Beecroft                                                        | 100 m vrije slag, S9 (v)               | 1:04.46             | 7e                  | 1:04.47             | 8e                  |
| Ellie Cole                                                            | 100 m vrije slag, S9 (v)               | 1:03.84             | 4e                  | 1:03.49             | 5e                  |
| Ellie Cole                                                            | 400 m vrije slag, S9 (v)               | 4:48.29             | 3e                  | 4:43.98             | 4e                  |
| Ellie Cole                                                            | 100 m rugslag, S9 (v)                  | 1:13.50             | 4e                  | 1:13.15             | 4e                  |
| Katja Dedekind                                                        | 50 m vrije slag, S13 (v)               | 0:27.44             | 4e                  | 0:27.14             | 4e                  |
| Katja Dedekind                                                        | 400 m vrije slag, S13 (v)              | 4:42.33             | 3e                  | 4:35.87             | Brons               |
| Katja Dedekind                                                        | 100 m rugslag, S13 (v)                 | 1:07.38             | 2e                  | 1:06.49             | Brons               |
| Jasmin Greenwood                                                      | 100 m vrije slag, S10 (v)              | 1:01.99             | 6e                  | 1:01.18             | 5e                  |
| Jasmin Greenwood                                                      | 100 m rugslag, S10 (v)                 | 1:10.23             | 2e                  | 1:10.34             | 4e                  |
| Jasmin Greenwood                                                      | 100 m vlinderslag, S10 (v)             | Niet van toepassing | Niet van toepassing | 1:07.89             | Zilver              |
| Jasmin Greenwood                                                      | 200 m individuele wisselslag, SM10 (v) | 2:31.98             | 3e                  | 2:31.06             | 5e                  |
| Kirralee Hayes                                                        | 50 m vrije slag, S13 (v)               | 0:28.29             | 11e                 | Niet gekwalificeerd | Niet gekwalificeerd |
| Kirralee Hayes                                                        | 100 m vlinderslag, S13 (v)             | 1:12.68             | 12e                 | Niet gekwalificeerd | Niet gekwalificeerd |
| Paige Leonhardt                                                       | 100 m schoolslag, SB14 (v)             | 1:17.80             | 2e                  | 1:17.90             | 6e                  |
| Paige Leonhardt                                                       | 100 m vlinderslag, S14 (v)             | 1:07.77             | 6e                  | 1:05.48             | Zilver              |
| Paige Leonhardt                                                       | 200 m individuele wisselslag, SM14 (v) | 2:32.70             | 4e                  | 2:32.69             | 6e                  |
| Ashleigh McConnell                                                    | 100 m vrije slag, S9 (v)               | 1:04.30             | 6e                  | 1:03.81             | 6e                  |
| Madeleine McTernan                                                    | 100 m rugslag, S14 (v)                 | 1:09.65             | 4e                  | 1:09.82             | 4e                  |
| Lakeisha Patterson                                                    | 400 m vrije slag, S9 (v)               | 4:49.91             | 4e                  | 4:36.68             | Goud                |
| Keira Stephens                                                        | 50 m vrije slag, S10 (v)               | 0:29.08             | 9e                  | Niet gekwalificeerd | Niet gekwalificeerd |
| Keira Stephens                                                        | 100 m schoolslag, SB9 (v)              | 1:19.08             | 5e                  | 1:17.59             | Brons               |
| Keira Stephens                                                        | 200 m individuele wisselslag, SM10 (v) | 2:38.94             | 8e                  | 2:37.76             | 8e                  |
| Ruby Storm                                                            | 200 m vrije slag, S14 (v)              | 2:17.88             | 7e                  | 2:17.33             | 7e                  |
| Ruby Storm                                                            | 100 m rugslag, S14 (v)                 | 1:12.71             | 7e                  | 1:15.38             | 8e                  |
| Ruby Storm                                                            | 100 m vlinderslag, S14 (v)             | 1:06.93             | 2e                  | 1:06.50             | Brons               |
| Ruby Storm                                                            | 200 m individuele wisselslag, SM14 (v) | 2:36.74             | 8e                  | 2:36.58             | 7e                  |
| Tiffany Thomas Kane                                                   | 100 m schoolslag, SB7 (v)              | 1:34.90             | 2e                  | 1:35.02             | Brons               |
| Tiffany Thomas Kane                                                   | 50 m vlinderslag, S7 (v)               | 0:39.64             | 9e                  | Niet gekwalificeerd | Niet gekwalificeerd |
| Tiffany Thomas Kane                                                   | 200 m individuele wisselslag, SM7 (v)  | 3:09.27             | 5e                  | 3:03.11             | Brons               |
| Ashley Van Rijswijk                                                   | 100 m schoolslag, SB14 (v)             | 1:18.43             | 4e                  | 1:17.84             | 5e                  |
| Ashley Van Rijswijk                                                   | 200 m individuele wisselslag, SM14 (v) | 2:39.10             | 13e                 | Niet gekwalificeerd | Niet gekwalificeerd |
| Isabella Vincent                                                      | 100 m vrije slag, S7 (v)               | 1:17.44             | 10e                 | Niet gekwalificeerd | Niet gekwalificeerd |
| Isabella Vincent                                                      | 200 m individuele wisselslag, SM7 (v)  | 3:15.78             | 6e                  | 3:13.46             | 6e                  |
| Rachael Watson                                                        | 50 m vrije slag, S4 (v)                | 0:43.32             | 5e                  | 0:39.36 PR          | Goud                |
| Rachael Watson                                                        | 100 m vrije slag, S4 (v)               | 1:35.27 PR          | 11e                 | Niet gekwalificeerd | Niet gekwalificeerd |
| Emily Beecroft Ellie Cole Ashleigh McConnell Isabella Vincent         | 4 x 100 m vrije slag, 34 punten (v)    | Niet van toepassing | Niet van toepassing | 4:26.82             | Zilver              |
| Emily Beecroft Ellie Cole Keira Stephens Isabella Vincent             | 4 x 100 m wisselslag, 34 punten (v)    | Niet van toepassing | Niet van toepassing | 4:55.70             | Brons               |
|                                                                       |                                        |                     |                     |                     |                     |
| Ricky Betar Ben Hance Madeleine McTernan Ruby Storm                   | 4 x 100 m vrije slag, S14 (g)          | Niet van toepassing | Niet van toepassing | 3:46.38             | Zilver              |

Afghanistan · 
Algerije · 
Amerikaanse Maagdeneilanden · 
Angola · 
Argentinië · 
Armenië · 
Aruba · 
Australië · 
Azerbeidzjan · 
Bahrein · 
Barbados · 
Belarus · 
België · 
Benin · 
Bermuda · 
Bosnië en Herzegovina · 
Botswana · 
Brazilië · 
Bulgarije · 
Burkina Faso · 
Burundi · 
Cambodja · 
Canada · 
Centraal-Afrikaanse Republiek · 
Chili · 
China · 
Chinees Taipei · 
Colombia · 
Congo-Brazzaville · 
Congo-Kinshasa · 
Costa Rica · 
Cuba · 
Cyprus · 
Denemarken · 
Dominicaanse Republiek · 
Duitsland · 
Ecuador · 
Egypte · 
El Salvador · 
Estland · 
Ethiopië · 
Faeröer · 
Fiji · 
Filipijnen · 
Finland · 
Frankrijk · 
Gabon · 
Gambia · 
Georgië · 
Ghana · 
Griekenland · 
Groot-Brittannië · 
Guatemala · 
Guinee · 
Guinee‑Bissau · 
Haïti · 
Honduras · 
Hongarije · 
Hongkong · 
Ierland · 
IJsland · 
India · 
Indonesië · 
Irak · 
Iran · 
Israël · 
Italië · 
Ivoorkust · 
Jamaica · 
Japan · 
Jordanië · 
Kaapverdië · 
Kameroen · 
Kazachstan · 
Kenia · 
Kirgizië · 
Koeweit · 
Kroatië · 
Laos · 
Lesotho · 
Letland · 
Libanon · 
Liberia · 
Libië · 
Litouwen · 
Luxemburg · 
Madagaskar · 
Maleisië · 
Mali · 
Malta · 
Marokko · 
Mauritius · 
Mexico · 
Moldavië · 
Mongolië · 
Montenegro · 
Mozambique · 
Namibië · 
Nederland · 
Nepal · 
Nicaragua · 
Nieuw-Zeeland · 
Niger · 
Nigeria · 
Noord-Macedonië · 
Noorwegen · 
Oeganda · 
Oekraïne · 
Oezbekistan · 
Oman · 
Oostenrijk · 
Pakistan · 
Palestina · 
Panama · 
Papoea-Nieuw-Guinea · 
Peru · 
Polen · 
Portugal · 
Puerto Rico · 
Qatar · 
Roemenië · 
Russisch Paralympisch Comité ·
Rwanda · 
Saint Vincent en Grenadines · 
Samoa · 
Saoedi-Arabië · 
Sao Tomé en Principe · 
Senegal · 
Servië · 
Seychellen · 
Sierra Leone · 
Singapore · 
Slovenië · 
Slowakije · 
Somalië · 
Spanje · 
Sri Lanka · 
Syrië · 
Tadzjikistan · 
Tanzania · 
Thailand · 
Togo · 
Tonga · 
Trinidad en Tobago · 
Tsjechië · 
Tunesië · 
Turkije · 
Turkmenistan · 
Uruguay · 
Venezuela · 
Verenigde Arabische Emiraten · 
Verenigde Staten · 
Vietnam · 
Zimbabwe · 
Zuid-Afrika · 
Zuid-Korea · 
Zweden · 
Zwitserland
Paralympisch Vluchtelingen Team